# Prasophyllum mollissimum
Prasophyllum mollissimum là một loài thực vật có hoa trong họ Lan. Loài này được Rupp miêu tả khoa học đầu tiên năm 1948.